# Étriac
Étriac är en kommun i departementet Charente i regionen Nouvelle-Aquitaine i västra Frankrike. Kommunen ligger  i kantonen Blanzac-Porcheresse som ligger i arrondissementet Angoulême. År 2022 hade Étriac 200 invånare.

## Befolkningsutveckling
Antalet invånare i kommunen Étriac
Referens:INSEE